# Brederode (1646)
Brederode — двопалубний лінійний корабель, що був флагманом флоту Нідерландів в час Першої англо-нідерландської війни (1652—1654) адміралів Вітте де Вітта (Witte de With) та Мартіна Тромпа.

## Історія
Нідерландський флот потребував флагманського корабля для адміралів. Для віце-адмірала Вітте де Віта адміралтейство Роттердану виділило 42.000 для будівництва найбільшого корабля флоту. Через брак коштів у скарбниці будівництво тривало три роки (1643—1646). Корабель назвали на честь голови сенату Голландії Йогана Вольфарта ван Бредероде (Johann Wolfart van Brederode). Для економії коштів продали старий флагман «Aemilia», а де Віт очолив ескадру з 11 кораблів, яка відправилась до Бразилії для підтримки Голландської Вест-Індійської компанії проти португальців.

### Війни

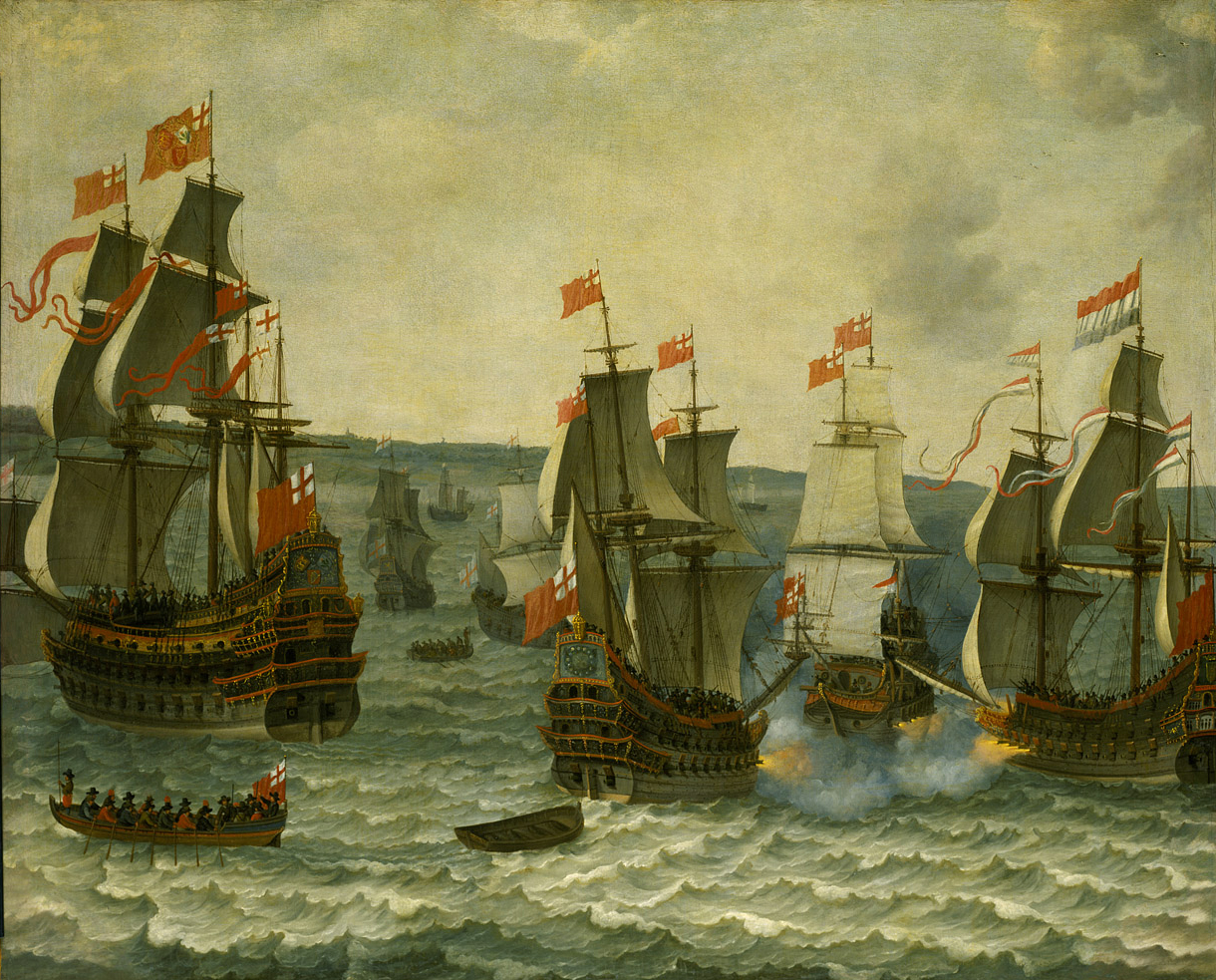
Перша англо-нідерландська війна. Битва при Кентиш-Нок. Праворуч бій «Brederode» проти «Resolution». Худ. Абрагам Віллартс

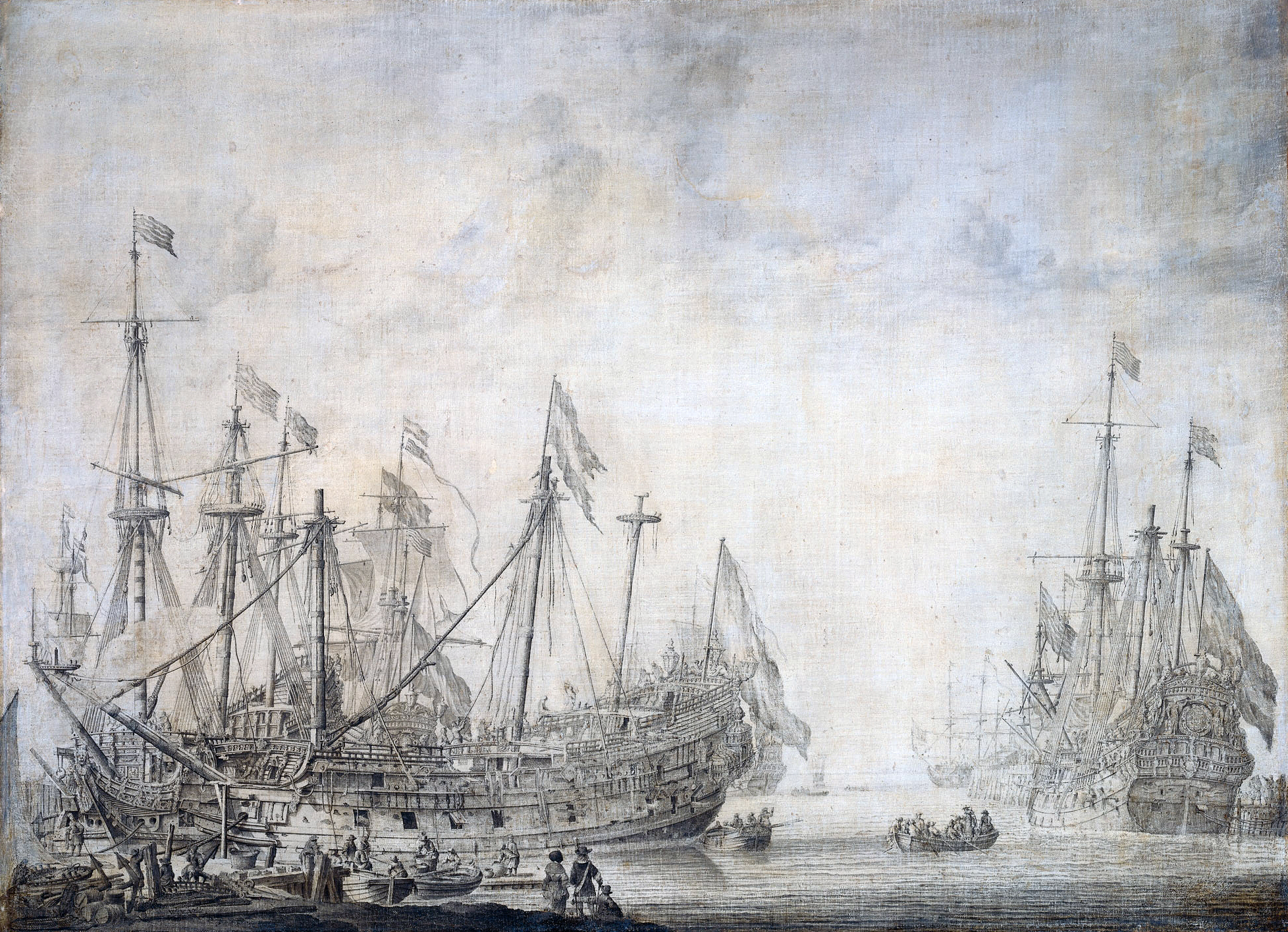
Зліва «Brederode». Худ. В. ван де Вельде Старший

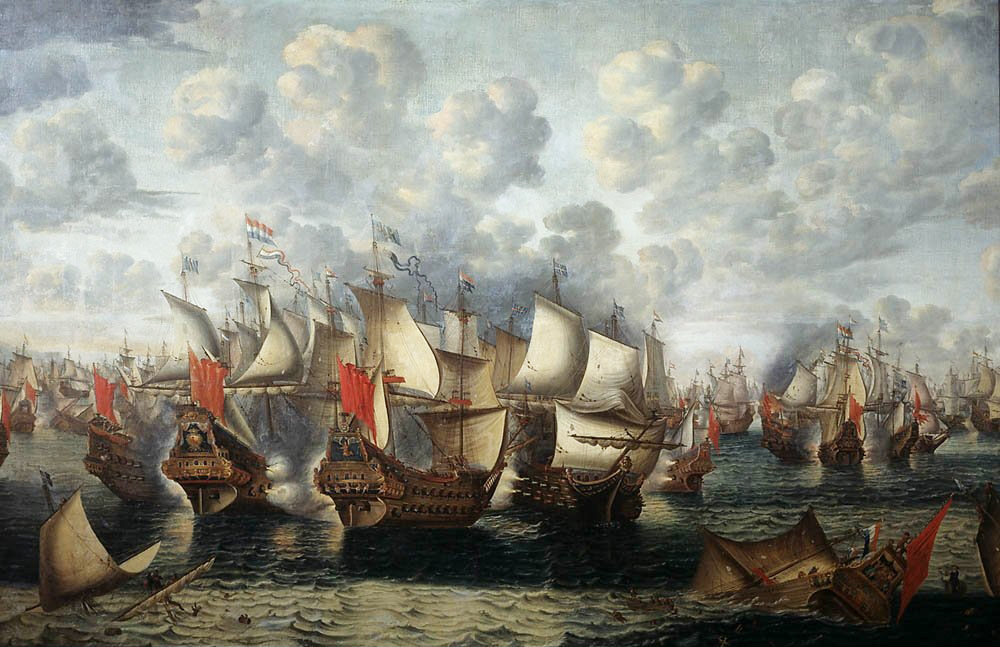
Битва в Ересунні. Худ. Ян А. Беерстраатен. 1660

Ескадра повернулась 1650, що дещо посилило флот Нідерландів перед Першою війною з Англією, у флоті якої було 14 кораблів більших за «Brederode». Корабель взяв участь у всіх битвах першої війни.
У ході Північна війна «Brederode», як флагман віце-адмірала де Вітте, брав участь в розблокуванні Гданська. «„Brederode“» де Вітте був флагманом авангарду флоту при розблокуванні 8 листопада 1658 Копенгагену. У протоці Ересунн відбулась битва дансько-нідерландського флоту з шведським, який змушений був відійти. Разом з іншим флагманом «Brederode» потрапив під обстріл із зайнятих шведами фортів, шведських кораблів і на певний час опинився без підмоги свого флоту. «Brederode» зійшовся у бою з шведським флагманом «Draken» адмірала Бєлкенштерна, кораблями «Wismar», «Leoparden», який вибухнув. «Brederode» і згодом «Wismar» сіли на мілину. Через загрозу перевертання на борт екіпаж перейшов на «Draken», а Де Вітте в цей час помер від ран. «Brederode» став єдиним втраченим кораблем союзного флоту.
Пошкоджений корпус корабля визнали неможливим для відновлення. Шведу Гансу Альбрехту фон Трайлебену вдалось підняти гармати із залишків корабля.